# Wierden
Wierden (anhörenⓘ) ist eine Gemeinde in der niederländischen Provinz Overijssel.

## Lage und Wirtschaft
Die Gemeinde umfasst das Dorf Wierden, das 5 km westlich von Almelo liegt, und das etwas entlegene Dorf Enter, 5 km östlich von Rijssen. Hinzu kommen noch Hoge Hexel (1115 Einwohner), mit einem großen Campingplatz, und einige kleinere Ortschaften.
In Wierden leben etwa 15.090 Menschen. Wierden hat einen Bahnhof an den Eisenbahnstrecken Almelo–Zwolle und Almelo–Deventer. Die Dorfkirche hat einen sehr alten Turm.
In Enter (7455 Einwohner) werden noch Holzschuhe (niederländisch klompen) gemacht. Das Dorf ist landwirtschaftlich geprägt. Es liegt am kleinen Fluss Regge. Eines der früher auf den Flüssen für den Frachtverkehr genutzten Segelschiffe, „zomp“ genannt, ist im Dorf zu besichtigen.

## Geschichte

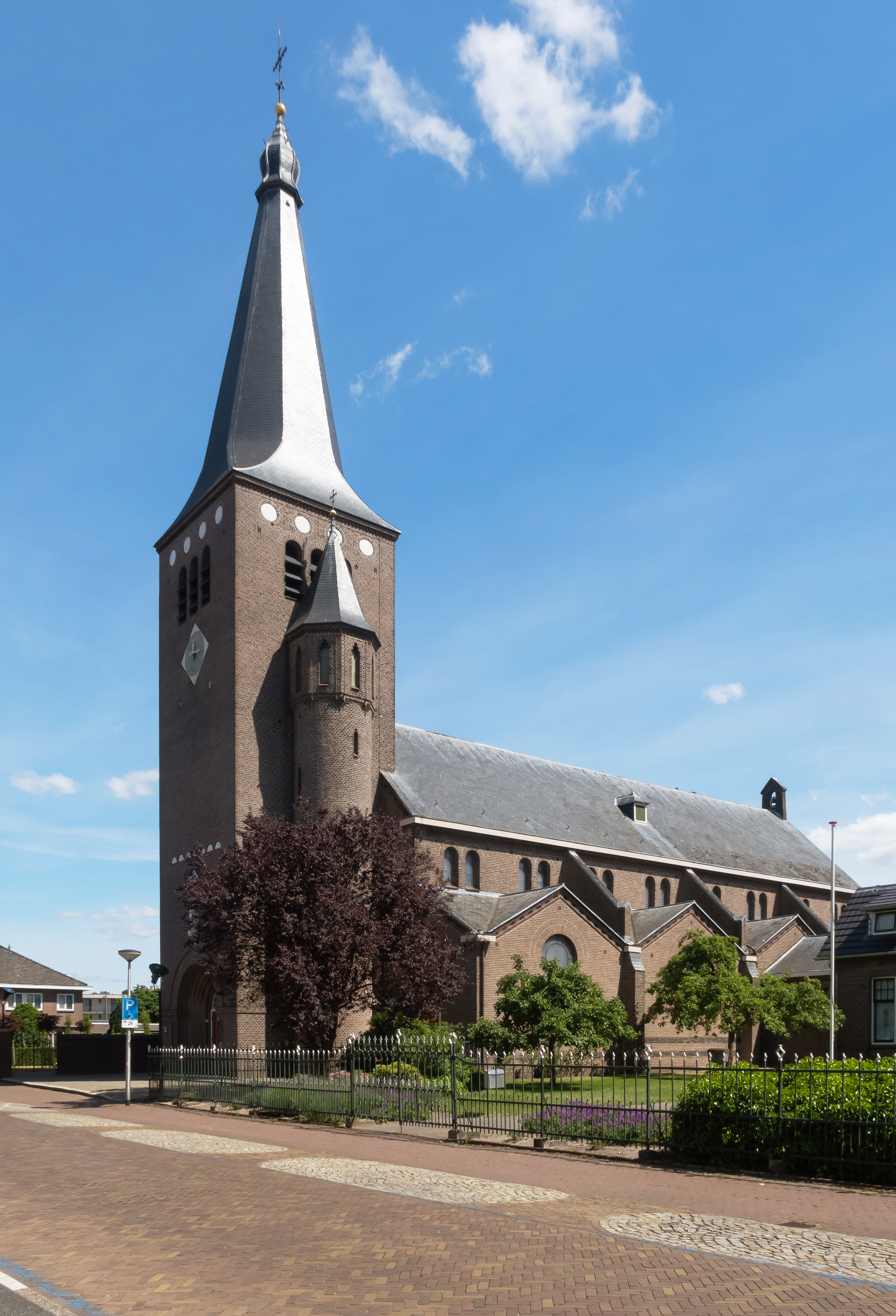
Wierden, Kirche

Im Mittelalter entstanden Enter und Wierden, das damals Wederden hieß, inmitten eines westlich von Almelo gelegenen Moores, das einige Monate im Jahr unter Wasser stand. Wierden lag an einer alten Post-, Handels- und Heerstraße und hatte in dieser Zeit einige Herbergen.
Enter entwickelte sich zu einem Schifferdorf mit Hafen und Werften, da die Regge damals besser befahrbar war als heutzutage, auch waren die Schiffe kleiner.
Ab etwa 1800 trat Verfall ein, den man durch die Herstellung von Holzschuhen wettmachte. Das benötigte Holz importierte man aus Ahaus in Westfalen. Auch war im 19. Jahrhundert der Handel mit Gänsen von Bedeutung. Die Wierdener fanden Arbeit in der Textilindustrie der umliegenden Städte.

## Politik
Im Jahr 2022 konnte die Lokalpartei Nieuw Enter Wierden ihren Wahlsieg aus dem Jahr 2018 verteidigen und konnte ihren Stimmanteil auf 40,63 Prozent ausbauen.

### Gemeinderat
Der Gemeinderat von Wierden hat 19 Sitze:
| Partei                                     | Sitze | Sitze | Sitze | Sitze | Sitze | Sitze | Sitze | Sitze | Sitze | Sitze | Sitze |
| Partei                                     | 1982  | 1986  | 1990  | 1994  | 1998  | 2002  | 2006  | 2010  | 2014  | 2018  | 2022  |
| ------------------------------------------ | ----- | ----- | ----- | ----- | ----- | ----- | ----- | ----- | ----- | ----- | ----- |
| Nieuw Enter Wierden                        | –     | –     | –     | –     | –     | –     | –     | 4     | 4     | 7     | 8     |
| CDA                                        | 11    | 12    | 12    | 10    | 9     | 9     | 9     | 7     | 6     | 5     | 4     |
| Progressief Wierden a                      | –     | –     | –     | –     | 3     | 3     | 4     | 4     | 4     | 2     | 2     |
| ChristenUnie                               | –     | –     | –     | –     | –     | 3     | 3     | 2     | 3     | 3     | 2     |
| VVD                                        | 3     | 3     | 2     | 3     | 4     | 4     | 3     | 2     | 2     | 2     | 2     |
| Gemeentebelangen                           | 3     | 3     | 2     | 3     | 4     | 4     | 3     | 2     | –     | –     | –     |
| SGP                                        | 0     | 0     | 0     | 0     | 0     | –     | –     | –     | –     | –     | 1     |
| RPF                                        | 2     | 1     | 2     | 3     | 3     | –     | –     | –     | –     | –     | –     |
| PvdA a                                     | 2     | 3     | 3     | 2     | –     | –     | –     | –     | –     | –     | –     |
| D66 a                                      | 0     | –     | –     | 1     | –     | –     | –     | –     | –     | –     | –     |
| Samenwerking                               | –     | 0     | –     | –     | –     | –     | –     | –     | –     | –     | –     |
| Algemeen Christelijke Partij Wierden-Enter | 1     | –     | –     | –     | –     | –     | –     | –     | –     | –     | –     |
| PPR                                        | 0     | –     | –     | –     | –     | –     | –     | –     | –     | –     | –     |
| EVP                                        | 0     | –     | –     | –     | –     | –     | –     | –     | –     | –     | –     |
| Gesamt                                     | 19    | 19    | 19    | 19    | 19    | 19    | 19    | 19    | 19    | 19    | 19    |

Anmerkungen

### Bürgermeister
Der Bürgermeister von Wierden ist seit dem 17. Juni 2025 kommissarisch Gerrit Jan Kok von der VVD.

## Städtepartnerschaften
Wierden unterhält partnerschaftliche Beziehungen zur belgischen Gemeinde Maldegem und zur deutschen Stadt Lampertheim im Landkreis Bergstraße. Letztere ist 2010 von Wierden aufgelöst worden.

## Söhne und Töchter der Stadt
- Anton Huiskes (1928–2008), Eisschnellläufer
- Jos Lammertink (1958–2024), Radrennfahrer
- Johanna ter Steege (* 1961), Schauspielerin
- Berthil ter Avest (* 1970), ehemaliger Fußballspieler
- Marieke van den Ham (* 1983), Wasserballspielerin
- Thomas Bruns (* 1992), Fußballspieler
- Annefleur Kalvenhaar (1994–2014), Radsportlerin
- Hidde ter Avest (* 1997), Fußballspieler
- Thijmen Nijhuis (* 1998), Fußballtorwart
- Ilse Pluimers (* 2002), Radrennfahrerin